# Agermuseurt
Agermuseurt (Filago arvensis), ofte skrevet ager-museurt, er en plante i kurvblomst-familien.
I Danmark er arten sjælden (hyppigst på Øerne) på vejkanter, jernbaneskrænter, overdrev og i grusgrave.